# ادوارد سرگینکو
ادوارد سرگینکو (اوکراینی: Едуард Володимирович Сергієнко؛ زادهٔ ۱۸ فوریهٔ ۱۹۸۳) بازیکن فوتبال اهل قزاقستان است.
از باشگاه‌هایی که در آن بازی کرده‌است می‌توان به باشگاه فوتبال آستانه، باشگاه فوتبال شاختار قراغندی، باشگاه فوتبال ایرتیش پاولودار، باشگاه فوتبال آتیراو، باشگاه فوتبال گومل، باشگاه فوتبال شاختار دونتسک، و باشگاه فوتبال اورداباسی اشاره کرد.
وی همچنین در تیم‌های ملی فوتبال زیر ۲۱ سال قزاقستان و قزاقستان بازی کرده‌است.